# Cosimo Messeri
Cosimo Messeri (Fiesole, 31 agosto 1985) è un regista, attore e musicista italiano.

## Biografia
Dopo aver assiduamente lavorato come assistente di Nanni Moretti e Carlo Mazzacurati, gira a Los Angeles il documentario sulla vita di Emitt Rhodes The One Man Beatles, per il quale viene candidato tra gli altri al David di Donatello. Ha realizzato la sua prima opera cinematografica Metti una notte nel 2017. 
È il figlio primogenito dell'attore Marco Messeri. 

## Filmografia

### Cinema

#### Regista
- Zeldman - cortometraggio (2006)
- Detesto l'elettronica stop - mediometraggio (2008)
- The One Man Beatles - documentario (2009)
- Block-notes di Habemus Papam - making of (2012)
- Metti una notte (2017)

#### Attore
- La passione, regia di Carlo Mazzacurati (2010)
- La sedia della felicità, regia di Carlo Mazzacurati (2013)
- Nessuno si salva da solo, regia di Sergio Castellitto (2015)
- Metti una notte, regia di Cosimo Messeri (2017)

### Discografia
Il suo album d'esordio è Capitan Confusione, uscito per Music Valley nel 2014.